# Acanthus sereti
Acanthus sereti är en akantusväxtart som beskrevs av De Wild.. Acanthus sereti ingår i släktet akantusar, och familjen akantusväxter. Inga underarter finns listade i Catalogue of Life.